# 金原亭馬の助 (2代目)
二代目 金原亭 馬の助（きんげんてい うまのすけ、1945年12月19日 - ）は、茨城県稲敷郡美浦村出身の落語家。落語協会所属。本名∶松本 直夫。出囃子は『どうぞ叶えて』。

## 経歴
1965年6月、初代金原亭馬の助に入門し「小馬吉」で初高座。
1971年11月、三遊亭歌司、橘家竹蔵、柳家さん八、三遊亭歌橘、三遊亭楽松、林家九蔵、三遊亭朝治と共に二ツ目昇進し「駒三郎」に改名。1976年に師匠馬の助が死去した為十代目金原亭馬生門下に移籍。
1981年3月に柳家さん喬、五街道雲助、三遊亭圓龍、七代目むかし家今松、三遊亭歌司、橘家竹蔵と共に真打昇進し、二代目金原亭馬の助を襲名。　

## 芸歴
- 1965年6月 - 初代金原亭馬の助に入門、前座名「小馬吉」。
- 1971年11月 - 二ツ目昇進、「駒三郎」と改名。
- 1976年2月 - 初代金原亭馬の助没後、十代目金原亭馬生門下へ移籍。
- 1981年3月 - 真打昇進、「二代目金原亭馬の助」を襲名。

## 人物
寄席では百面相を演じることもある。
ビートきよしとは麻雀仲間であった。
三遊亭歌司、三遊亭圓丈、古今亭志ん駒、柳家さん遊、柳家小団治、柳家さん八、三遊亭圓龍、むかし家今松、古今亭志ん五、橘家竹蔵、柳家小袁治と共に同期会「落友舎」を結成している。